# 1991年ポルトガル共和国大統領選挙
1991年ポルトガル共和国大統領選挙（1991ねんポルトガルきょうわこくだいとうりょうせんきょ ポルトガル語：Eleições presidenciais portuguesas de 1991）は、ポルトガル共和国の元首であるポルトガル共和国大統領（Presidente da República）を選出するため1991年1月13日に行われたポルトガル共和国の選挙である。

## 選挙制度
- 選出方法：選挙権を有する18歳以上の国民による直接選挙。2回投票制。 
  - 第1回投票で有効投票数の過半数を得た候補がいない場合は上位2名で決選投票が行われる。
- 任期：5年
- 再任：一回のみ再任を容認
- 被選挙権：35歳以上のポルトガル国民
- 立候補に必要な推薦人数：7,500～15,000人

## 候補者
立候補者は以下の4人である。
| 候補者名                                       | 支持党派                     | 備考             |
| ---------------------------------------------- | ---------------------------- | ---------------- |
| マリオ・ソアレス（Mário Soares）               | - 社会党 PS - 社会民主党 PSD | 現大統領、元首相 |
| バジーリオ・オルタ（Basílio Horta）            | 民主社会中道 CDS             |                  |
| カルロス・カルヴァーリャス（Carlos Carvalhas） | ポルトガル共産党 PCP         | PCP書記次長      |
| カルロス・マルケス（Carlos Marques）           | 人民民主同盟 UDP             |                  |

## 選挙結果
- 投票日：1991年1月13日
- 有権者：8,202,812名

| 当落   | 候補者                                      | 党派                         | 得票数    | 得票率 |
| ------ | ------------------------------------------- | ---------------------------- | --------- | ------ |
| 当選   | マリオ・ソアレス Mário Soares               | - 社会党 PS - 社会民主党 PSD | 3,459,521 | 70.35  |
|        | バジーリオ・オルタ Basílio Horta            | 民主社会中道 CSD             | 696,379   | 14.16  |
|        | カルロス・カルヴァーリャス Carlos Carvalhas | ポルトガル共産党 PCP         | 635,373   | 12.92  |
|        | カルロス・マルケス Carlos Marques           | 人民民主同盟 UCD             | 126,581   | 2.57   |
| 白票   | 白票                                        | 白票                         | 112,877   | 2.00   |
| 無効票 | 無効票                                      | 無効票                       | 68,037    | 1.00   |
| 合計   | 合計                                        | 合計                         | 5,098,768 |        |

- 投票率：62.16％
- 出典（いずれも2010年2月10日閲覧）
  - CNE Resultados Elecitorais Presidência da República 13/01/1991
  - Presidente da República - 13/01/1991 Informação Detalhada - Resultados Nacionais

今回の選挙は、ソアレス大統領と良好な関係を築いていたアニーバル・カヴァコ・シルヴァ政権与党のPSDが前年4月に党としての対抗馬を出さないことを表明し、ソアレス支持に回ったことから、ソアレス候補が当初から優位に立ち、前回を大きく上回る七割台の得票を得て再選を果たした。一方、保守政党CDSのバジリオ・オルタ候補は植民地独立に伴う引き揚げ者の苦難や、ヨーロッパ連邦化への反對などを訴えたが及ばなかった。PCPはアルヴァロ・クニャル書記長の後継候補と目されていたカルロス・カルヴァーリャスが出馬し、13％弱の得票を得て善戦した。